# نون نوشتن
نون نوشتن مجموعه یادداشت‌های شخصی (احوال سالیان : ۵۹ تا ۷۴) محمود دولت‌آبادی است.
«نون نوشتن» خاطرات محمود دولت‌آبادی از یک مقطع ۱۵ ساله از زندگی حرفه‌ای‌اش است که در قالب مجموعه‌ای از یادداشت‌های کوتاه نوشته شده‌است.
چاپ نخست این کتاب توسط نشر چشمه در زمستان ۱۳۸۸ در ۵٬۵۰۰ نسخه منتشر شد و چند ماه بعد در بهار ۱۳۸۹ در ۷٬۷۰۰ نسخه تجدید چاپ شد.

## از متن کتاب
- مقدمه ی نویسنده : «آن‌چه در این گاهی نوشتن‌ها آمده است در مسیر مدتی پانزده-شانزده‌ساله نوشته شده و هیچ کوششی به جهت تغییر یا تحریف آن‌چه اندیشیده ام و نوشته‌ام انجام نگرفته. خواسته‌ام هر آن‌چه در هر هنگام یادداشت کرده‌ام بیاید، از آن‌که خود بدانم در چه گاه چه می‌اندیشیده‌ام و شما نیز اگر خواستید بدانید! (۱۵ مهر ماه  ۱۳۸۸)
- بخش اول : «اندیشیدن را جدی بگیریم. اندیشیدن. آن‌چه ما کم داریم، مردان و زنانی است که اندیشیدن را جدی گرفته باشند. اندیشیدن باید به‌مثابه‌ی یک کار مهم تلقّی بشود. اندیشه ورزیدن. بند زبان را ببندیم و بال اندیشه را بگشاییم. نویسنده نباید ـ فقط ـ در بند گفتن باشد. برای گفتن همیشه وقت هست، اما برای اندیشیدن ممکن است دیر بشود. چرا یک نویسنده نباید مغز خود را برای اندیشیدن و برای تخیّل تربیت کند؟»